# Biederitz
Biederitz is een gemeente in de Duitse deelstaat Saksen-Anhalt, en maakt deel uit van de Landkreis Jerichower Land.
Biederitz telt 8.590 inwoners.

## Indeling gemeente
Biederitz bestaat uit de volgende Ortsteile:
- Biederitz
- Gerwisch
- Gübs
- Heyrothsberge
- Königsborn
- Woltersdorf

Biederitz ·
Burg ·
Elbe-Parey ·
Genthin ·
Gommern ·
Jerichow ·
Möckern ·
Möser